# Route nationale 72 (France)
Pour les articles homonymes, voir Route nationale 72 et D72.
En 2005, la route nationale 72 n'était plus qu'une simple bretelle d'accès à l'échangeur N° 28 (Mâcon-Nord) de l'A 6 depuis la route nationale 6 à Sennecé-lès-Mâcon. Cette bretelle a été déclassée en RD 672 en 2006.
Autrefois, jusqu'aux déclassements de 1972, la RN 72 allait de Mont-sous-Vaudrey à Pontarlier. Elle a été déclassée en RD 472 dans le département du Jura et en RD 72 ou D 72 dans le Doubs.

## Ancien tracé de Mont-sous-Vaudrey à Pontarlier

### Ancien tracé de Mont-sous-Vaudrey à Salins-les-Bains (D 472)

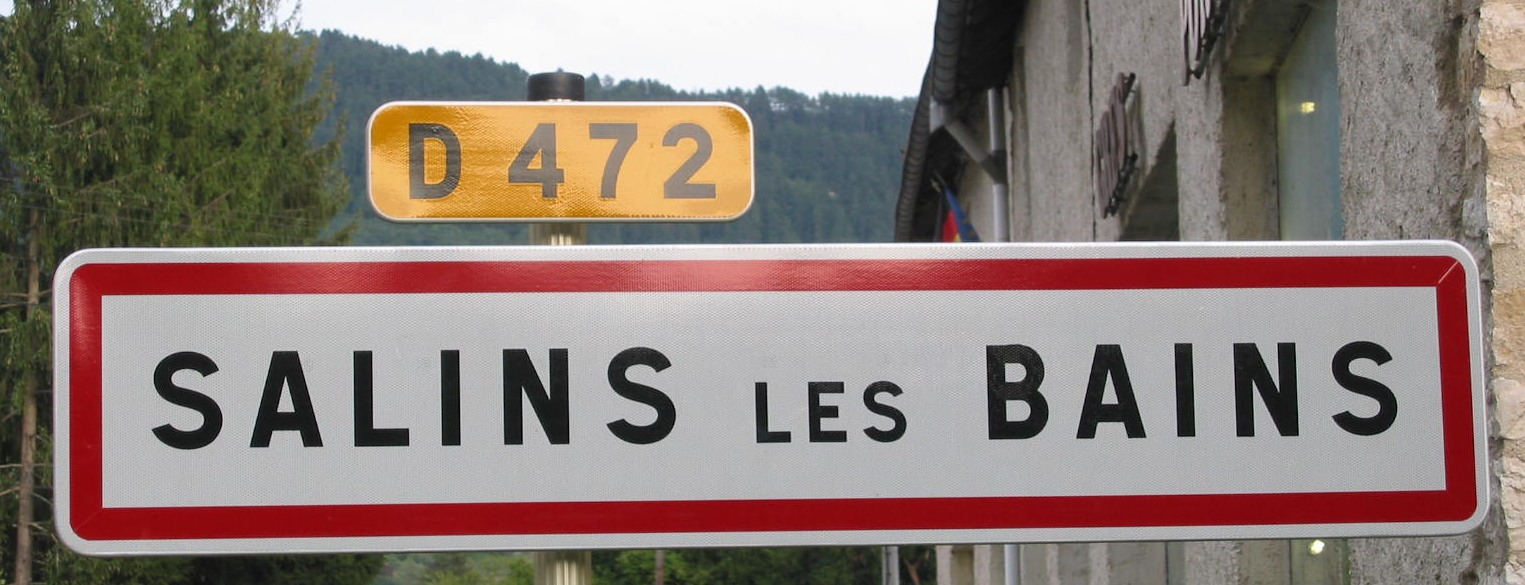
Un panneau de l'ex RN 72

- Mont-sous-Vaudrey (km 0)
- Vaudrey (km 2)
- Ounans (km 6)
- Chamblay (km 9)
- Écleux (km 12)
- Villers-Farlay (km 13)
- Mouchard (km 17)
- Pagnoz (km 19)
- Salins-les-Bains (km 27)

### Ancien tracé de Salins-les-Bains à Pontarlier(D 472 & D 72)
- Salins-les-Bains D 472 (km 27)
- Bracon (km 28)
- Cernans D 472 (km 32)
- L'Entrepot, commune de Dournon D 72 (km 35)
- Villeneuve-d'Amont (km 41)
- Levier (km 48)
- Bonnenventure, commune de Chapelle-d'Huin (km 53)
- Chaffois (km 62)
- Houtaud (km 65)
- Pontarlier D 72 (km 67)